# ビッグ フィッシュ ゲームズ
ビッグ フィッシュ ゲームズ（英:  Big Fish Games, Inc.）は、コンピュータ上で楽しめるダウンロードゲームやウェブゲームを開発・販売する会社。本社はアメリカ合衆国・ワシントン州 シアトル。

## 概要
ビッグ フィッシュ ゲームズは、日本語版のゲームを含めたダウンロードゲームを創作し、世界に向けて発信している。ビッグ フィッシュ ゲームズのスタジオでは、コンピュータやモバイル機器、コンソール用のゲームタイトルを開発・展開。世界各地の大手ゲーム開発会社、個人でゲームを開発しているディベロッパーのゲームを提供。日本を含めた様々な国のユーザーから、毎日平均100万以上ゲームダウンロード。一度ダウンロードを通して購入したゲームは、ユーザーが所有できるのが特徴。

## 沿革
ビッグ フィッシュ ゲームズは、2002年 Paul Thelen により設立。

## ビッグ フィッシュ ゲームズ・スタジオゲーム作品

### 日本語版
- ミステリー事件簿： 続・レーブンハースト（2009年11月27日）
- Drawn: 呪われた塔と魔法の絵の具（2009年9月26日）
- ミステリー事件簿：レーブンハースト（2009年9月11日）
- ミステリー事件簿：ハンツビル（2008年9月11日）
- 秘宝探索：タイタニック（2009年1月30日）
- Azada™（2009年4月3日）
- ミスティック イン （2008年9月11日）

### 英語版
- Mystery Case Files: Dire Grove (2009年11月25日)
- Hidden Expedition: Devil's Triangle (2009年10月24日)
- Drawn: The Painted Tower (2009年9月5日)
- Mystery Case Files: Return to Ravenhearst (2008年11月27日)
- Azada: Ancient Magic (2008年8月29日)
- Hidden Expedition: Amazon (2008年6月20日)
- Mystery in London (2007年12月14日)
- Fairway Solitaire (2007年12月7日)
- Mystery Case Files: Madame Fate (2007年11月6日)
- Azada (2007年6月29日)
- Hidden Expedition: Everest (2007年6月1日)
- Mystery Case Files: Ravenhearst (2006年12月14日)
- Atlantis Sky Patrol (2006年8月25日)
- Hidden Expedition: Titanic ( 2006年7月21日)
- Mystic Inn (2006年4月12日)
- Mystery Case Files: Prime Suspects (2006年4月6日)
- Mystery Case Files: Huntsville (2005年11月14日)